# Belaïd Lacarne
Belaïd Lacarne (født 26. oktober 1940 i Sidi-bel-Abbès, død 15. oktober 2024 samme sted) var en algerisk FIFA-dommer. Han var aktiv fra 1963 til 1968.
Lacarne dømte en kamp i VM 1982 i Spanien mellem Argentina and Ungarn. Han var også linjedommer i 4 kampe under turneringen, inklusiv kampen om 3.- og 4.-pladsen mellem Polen ph Frankrig.
Han blev stemt ind i CAF-komiteen i 2002, og var medlem af dommerkomiteen ved African Cup of Nations 2004. Derudover var han medlem af FIFAs dommerkomite.

## Karriere
- Sommer-OL 1980 (1 kamp)
- VM 1982 (1 kamp, 4 andre kampe som linjedommer)

## Kampe med danske hold
- Den 1. november 1980: Kvalifikation til VM 1982: Danmark – Italien 0-2.